# Tanganika (jezioro)
Tanganika (ang. Lake Tanganyika, fr. Lac Tanganyika, suahili Ziwa la Tanganyika) – jezioro w Afryce Wschodniej, jedno z Wielkich Jezior Afrykańskich, położone w strefie ryftu wschodnioafrykańskiego, w Wielkim Rowie Zachodnim, na terytorium Zambii, Demokratycznej Republiki Konga, Burundi i Tanzanii. Zajmuje powierzchnię 34,4 tys. km², jest najdłuższym słodkowodnym jeziorem świata (670 km długości) i najgłębszym jeziorem afrykańskim. Jezioro położone na wysokości 773 m n.p.m. Średnia głębokość wynosi 570 m, zaś maksymalna osiąga 1435 m (drugie pod względem głębokości po jeziorze Bajkał) – stanowi tym samym kryptodepresję, dno jeziora leży 662 m p.p.m.

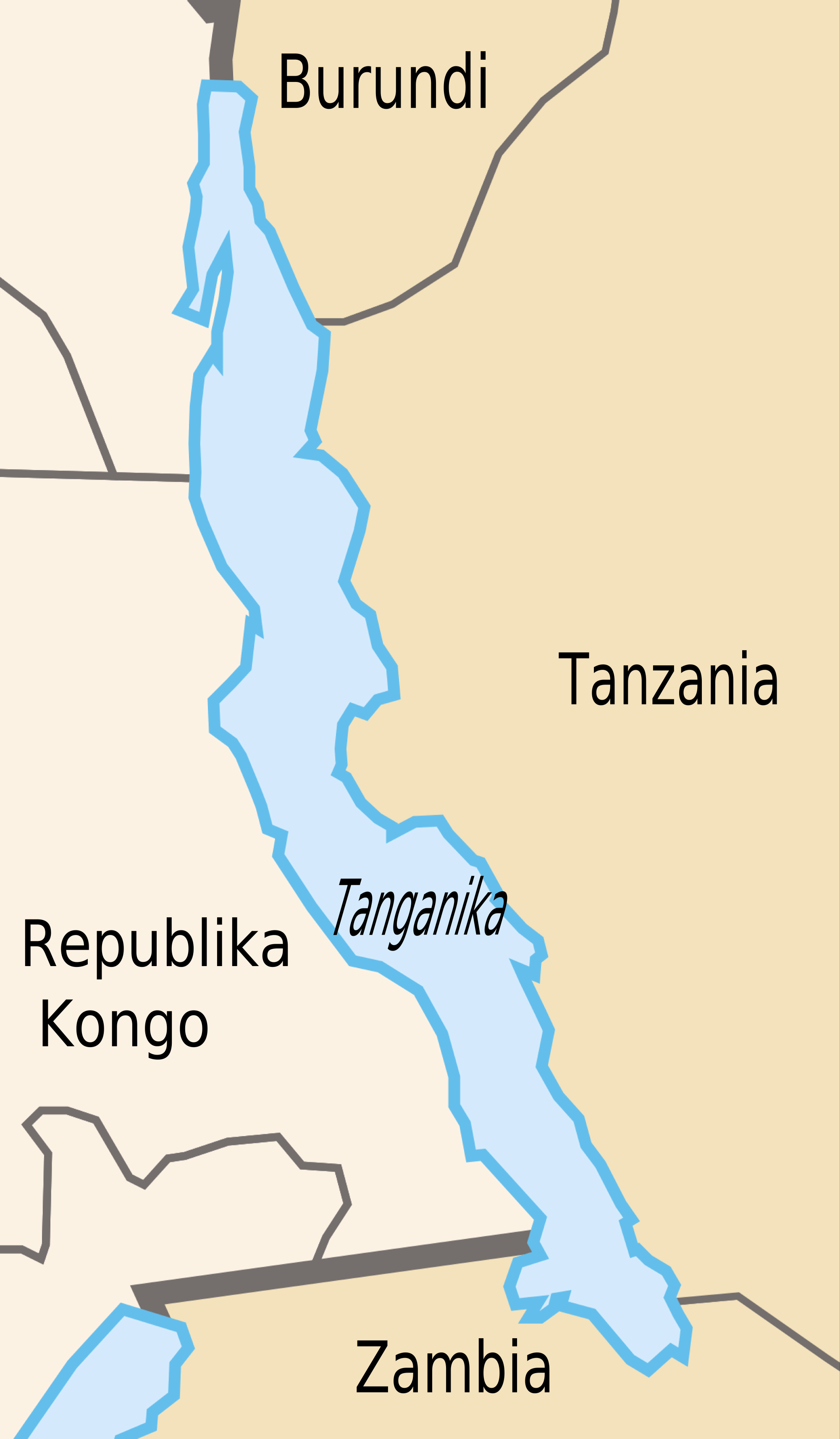
Jezioro Tanganika

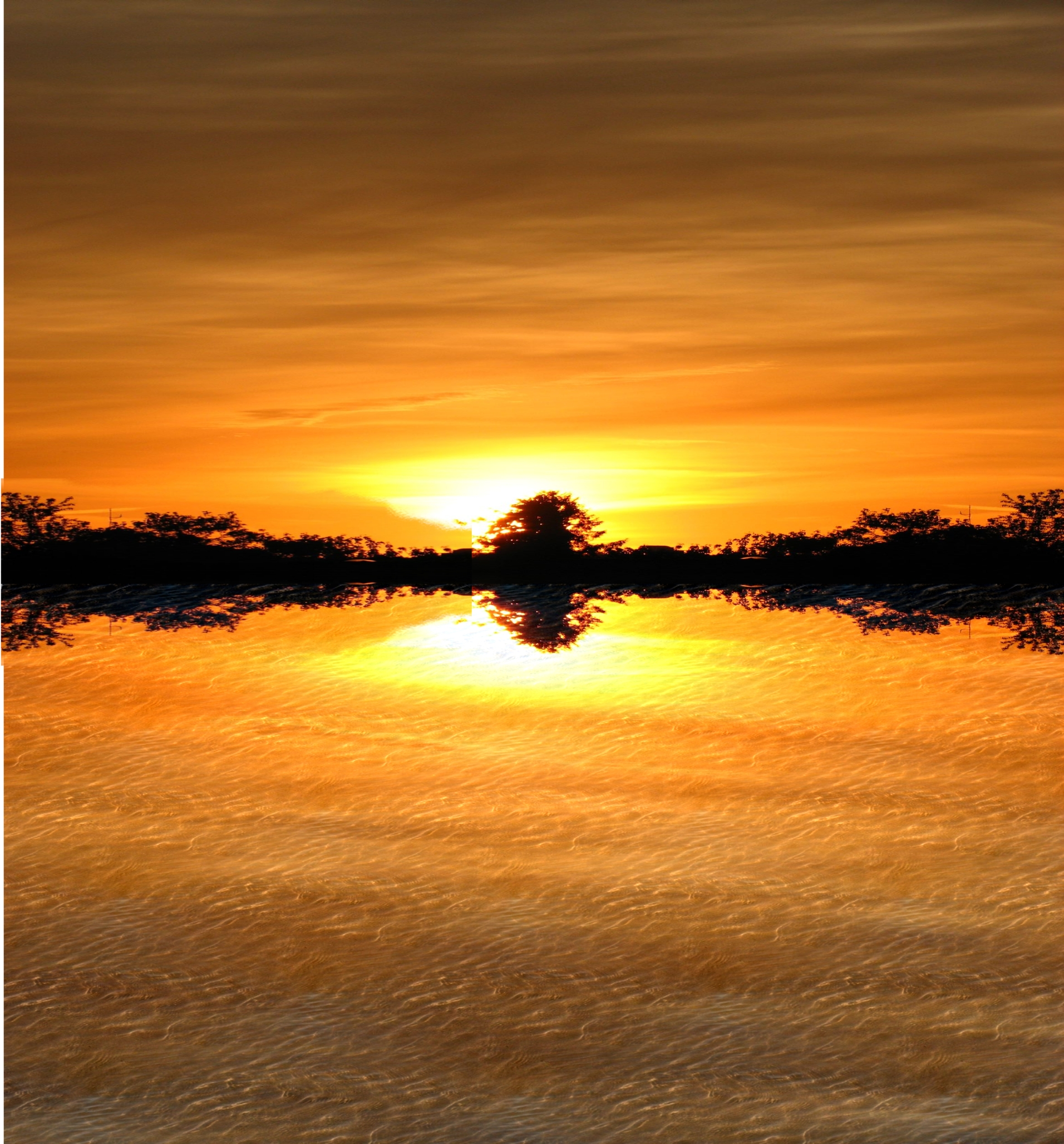
Zachód słońca nad jeziorem Tanganika

Rejon ten znajduje się w tzw. Wielkim Rowie Zachodnim, jednym z Wielkich Rowów Afrykańskich. Jest to gigantyczna rozpadlina powstała na skutek ruchów tektonicznych. W obrębie doliny ryftowej wytworzyło się szereg zbiorników wodnych: Tanganika, Malawi, Jezioro Wiktorii, Jezioro Edwarda, Kiwu, Jezioro Jerzego, Turkana (zwane dawniej Jeziorem Rudolfa) i Jezioro Alberta. Każdy z tych zbiorników wodnych ma inną historię i wiek powstawania, istotne różnice dotyczą także fauny zasiedlającej wymienione akweny.
Formowanie się środkowej części jeziora Tanganika rozpoczęło się 12–9 mln lat temu, a północnej 8–7 mln lat temu. Południowa część powstała w wyniku plioceńskiego (4–2 mln lat temu) wypiętrzenia zrębu zachodniego obrzeża jeziora, czego efektem było utworzenie rowu tektonicznego. Jego dno zostało wypełnione wodami płynącymi z kotliny Uniamwezi. Głębinowa część powstała około 6–5 mln lat temu. Jezioro Tanganika należy do dorzecza Konga. Połączenie stanowi rzeka Lukuga. Przy niskim poziomie wody w jeziorze przepływ do Lukugi ustaje i Tanganika staje się jeziorem bezodpływowym.
Jezioro jest otoczone wysokimi górami, miejscami dochodzącymi do brzegów jeziora. W takich miejscach brzegi są skaliste, często bardzo strome. Szerokość jeziora waha się od 20 do 80 km. Temperatura wody przy powierzchni utrzymuje się w granicach 24–29 °C. Woda w jeziorze charakteryzuje się odczynem zasadowym (pH 7,5–9,2) i wysoką twardością (twardość węglanowa 7–11°n, twardość ogólna 16–18°n).
Tanganika posiada bogatą faunę: krokodyle, hipopotamy, wiele gatunków ptactwa wodnego. Jezioro znane jest z wielu gatunków ryb, w większości endemitów, głównie z rodziny Cichlidae (pielęgnicowate – ponad 200 gatunków, m.in. rodzaju Tropheus, niektóre bardzo popularne w akwarystyce), a także Latidae, Mastacembelidae (długonosowate) i Mochokidae (pierzastowąsowate). Gatunki endemiczne jeziora powstały w efekcie długotrwałej izolacji zbiornika. Nastąpiła w nim szybka radiacja adaptacyjna pielęgnic. Znaczenie konsumpcyjne ma ok. 60 gatunków ryb. Eksperci ONZ w połowie lat 80. XX w. ocenili możliwości połowowe w jeziorze na ok. 2 mln ton rocznie.
Główne miasta portowe nad jeziorem to Bużumbura (Burundi), Kalemie (Demokratyczna Republika Konga), Mpulungu (Zambia) oraz Kigoma i Ujiji (Tanzania).

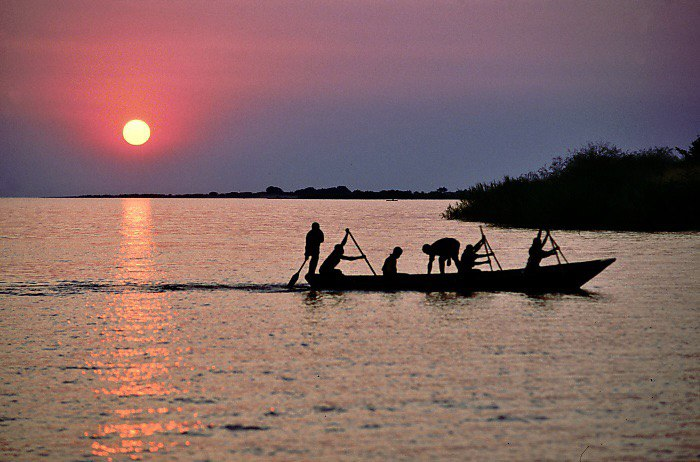
Rybacy na jeziorze Tanganika